# Microrregión de Santa Cruz do Sul
La microrregión de Santa Cruz do Sul es una de las microrregiones del estado brasileño del Rio Grande do Sul perteneciente a la mesorregión Centro Oriental Rio-Grandense. Su población fue estimada en 2005 por el IBGE en 317.715 habitantes y está dividida en dieciséis municipios. Posee un área total de 5.564,553 km².

## Municipios
- Arroio do Tigre
- Candelária
- Estrela Velha
- Gramado Xavier
- Herveiras
- Ibarama
- Lagoa Bonita do Sul
- Mato Leitão
- Passa Sete
- Santa Cruz do Sul
- Segredo
- Sinimbu
- Sobradinho
- Vale do Sol
- Venâncio Aires
- Vera Cruz

- Datos: Q2597114
- Multimedia: Santa Cruz do Sul / Q2597114